# Nuoto ai Giochi della X Olimpiade - 400 metri stile libero femminili
La competizione 400 metri stile libero femminili di nuoto dei Giochi della X Olimpiade si è svolta nei giorni dall'11 e al 13 agosto 1932 al Los Angeles Swimming Stadium.

## Risultati

### Primo turno
Si è svolto l'11 agosto. Le prime due di ogni serie più il miglior tempo delle escluse ammesse alle semifinali.
| Pos. | Atleta        | Nazione       | Tempo  |
| ---- | ------------- | ------------- | ------ |
| 1    | Joyce Cooper  | Gran Bretagna | 5'56"7 |
| 2    | Norene Forbes | Stati Uniti   | 5'57"8 |
| 3    | Yvonne Godard | Francia       | 5'57"8 |
| 4    | Irene Pirie   | Canada        | 6'22"2 |

| Pos. | Atleta         | Nazione     | Tempo  |
| ---- | -------------- | ----------- | ------ |
| 1    | Helene Madison | Stati Uniti | 5'44"5 |
| 2    | Marie Braun    | Paesi Bassi | 5'50"5 |
| 3    | Betty Edwards  | Canada      | 6'27"2 |

| Pos. | Atleta               | Nazione     | Tempo  |
| ---- | -------------------- | ----------- | ------ |
| 1    | Lenore Kight-Wingard | Stati Uniti | 5'40"9 |
| 2    | Puck Oversloot       | Paesi Bassi | 5'50"3 |
| 3    | Frances Bult         | Australia   | 6'03"0 |

| Pos. | Atleta          | Nazione   | Tempo  |
| ---- | --------------- | --------- | ------ |
| 1    | Jenny Maakal    | Sudafrica | 5'53"9 |
| 2    | Lilli Andersen  | Danimarca | 6'05"1 |
| 3    | Hatsuko Morioka | Giappone  | 6'07"4 |
| 4    | Ruth Kerr       | Canada    | 6'25"7 |

### Semifinali
Si sono svolte il 12 agosto. Le prime tre di ogni serie ammesse alla finale.
| Pos. | Atleta         | Nazione     | Tempo  |
| ---- | -------------- | ----------- | ------ |
| 1    | Helene Madison | Stati Uniti | 5'48"7 |
| 2    | Jenny Maakal   | Sudafrica   | 6'00"6 |
| 3    | Norene Forbes  | Stati Uniti | 6'22"1 |
| -    | Marie Braun    | Paesi Bassi | DNS    |

| Pos. | Atleta               | Nazione       | Tempo  |
| ---- | -------------------- | ------------- | ------ |
| 1    | Lenore Kight-Wingard | Stati Uniti   | 5'50"8 |
| 2    | Yvonne Godard        | Francia       | 6'00"1 |
| 3    | Joyce Cooper         | Gran Bretagna | 6'00"4 |
| 4    | Lilli Andersen       | Danimarca     | 6'05"5 |
| -    | Puck Oversloot       | Paesi Bassi   | DNS    |

### Finale
Si è svolta il 12 agosto. 
| Pos.    | Atleta               | Nazione       | Tempo  |
| ------- | -------------------- | ------------- | ------ |
| Oro     | Helene Madison       | Stati Uniti   | 5'28"5 |
| Argento | Lenore Kight-Wingard | Stati Uniti   | 5'28"6 |
| Bronzo  | Jenny Maakal         | Sudafrica     | 5'47"3 |
| 4       | Joyce Cooper         | Gran Bretagna | 5'49"7 |
| 5       | Yvonne Godard        | Francia       | 5'54"4 |
| 6       | Norene Forbes        | Stati Uniti   | 6'06"0 |